# Mælkevagt
En  mælkevagt er en ""over-kognings-alarm"" til madlavning. Den lægges i bunden af en gryde for at forhindre overkogning og påbrænding af væsker især mælk.
En mælkevagt er en skive med en hævet kant med et hul eller indsnit siden (se billeder). Nogle mælkevagte kan bruges med enten forsiden eller bagsiden opad og har så to huller. Det indre af skiven buer opad mod den hullede side og skaber et rum, hvori vanddamp kan dannes. Dampen får den takkede side til at stige op. Dampen frigiver væske fra bunden af gryden og giver lyd.

## Historie
Mælkevagten blev opfundet af Vincent Hartley i 1938 og er meget populær i de latinske lande. I Frankrig bliver der solgt over 20.000 mælkevagte om året.